# Балансон, Клод де Ри
Клод де Ри (фр. Claue de Rye; ок 1576 — 24 марта 1648, Намюр), барон де Балансон — государственный и военный деятель Испанской империи.

## Биография
Второй сын Филибера де Ри, барона де Балансон, и Клод де Турнон.
Начал службу в бургундском пехотном полку своего брата Кристофа, где уже в 1598 году был капитаном. В составе этого подразделения участвовал в осаде Остенде. 26 июля 1601 во время атаки так называемого «Красного дома» (maison Rouge), одного из внешних укреплений Остенде, потерял ногу, которую пришлось заменить протезом. Ближе к концу осады этот протез оторвало пушечным ядром. Клода предупредили, что не стоит подставляться под огонь противника, но он ответил, что имеет в запасе другую деревянную ногу.
24 июля 1602 бургундский полк, сформированный еще в 1581 году его дядей Марком де Ри, был преобразован на испанский манер в терсио. Его командующий имел чин кампмейстера, и Кристоф, не желая расставаться с более высоким рангом полковника, передал командование брату. Из-за второго ранения Клод был вынужден на несколько лет оставить службу (1604—1607). Эрцгерцог Альбрехт просил короля наградить Балансона за службу и ранение одним из военных орденов, и в 1607 году барон был принят в рыцари ордена Сантьяго.
После подписания Двенадцатилетнего перемирия армия Нидерландов претерпела серьезные сокращения, бургундское терсио было свернуто до 8 рот, но с началом войны в Пфальце в 1620 году снова состояло из 15 рот. Балансон успешно защищал город и замок Альцай, резиденцию изгнанного из страны «Зимнего короля». 14 ноября 1620 противник попытался отбить это место, но бургундское терсио отразило все атаки, дождавшись подхода войск графа Хендрика ван ден Берга, генерала кавалерии в армии, действовавшей в Пфальце.
После возобновления войны в Нидерландах участвовал в битве при Флёрюсе 29 августа 1622, недолгой осаде Берген-оп-Зома, а затем в осаде Бреды. Балансон отличился в ходе осады и после сдачи города был назначен его губернатором, а Веласкес изобразил его вместе с другими командирами на своем знаменитом полотне. Он продолжал командовать своим терсио, пополнившим гарнизон крепости.
В 1631 году был назначен генералом артиллерии, и был вынужден передать командование племяннику Франсуа де Ри де Ла-Палю, маркизу де Варамбону. Тот был убит в 1640 году при обороне Арраса, и с ним закончилось пребывание членов семьи де Ри во главе старого бургундского терсио. 
В должности генерала оставался до 1637 года, после чего вошел в состав Государственного совета Нидерландов. 2 мая 1645 был назначен губернатором Намюра и оставался на этом посту до своей смерти в 1648 году в Намюрском замке.

## Семья
Жена (20.08.1608): Клодин-Проспер де Лабом (р. 1588), дочь Антуана де Лабома, графа де Монревель, и Николь де Монмартен
Дочь:
- Доротея (ум. 1645). Муж: Филибер де Лабом (1615—1688), барон де Божё